# اورویل اچ. پلات
اورویل اچ. پلات (به انگلیسی: Orville H. Platt) سناتور سابق عضو حزب جمهوری‌خواه ایالات متحده آمریکا بود. وی در سال ۱۸۷۹ تا ۱۹۰۵ میلادی سناتور ایالت کنتیکت در سنای ایالات متحده آمریکا بود.